# 요노역
요노역(일본어: 与野駅, よのえき)은 일본 사이타마현 사이타마시 우라와구에 있는 철도역이다.
무사시노 선의 니시우라와역으로 이어지는 도호쿠 본선의 화물지선(오미야 지선)과 합류하는 지점이기도 하다.

## 타는 곳
| 1 | 게이힌 도호쿠 선 | 오미야 방면                                    |
| 2 | 게이힌 도호쿠 선 | 우라와·닛포리·우에노·도쿄·요코하마·오후나 방면 |

## 역사
- 1912년 11월 1일: 영업 개시.

## 사진

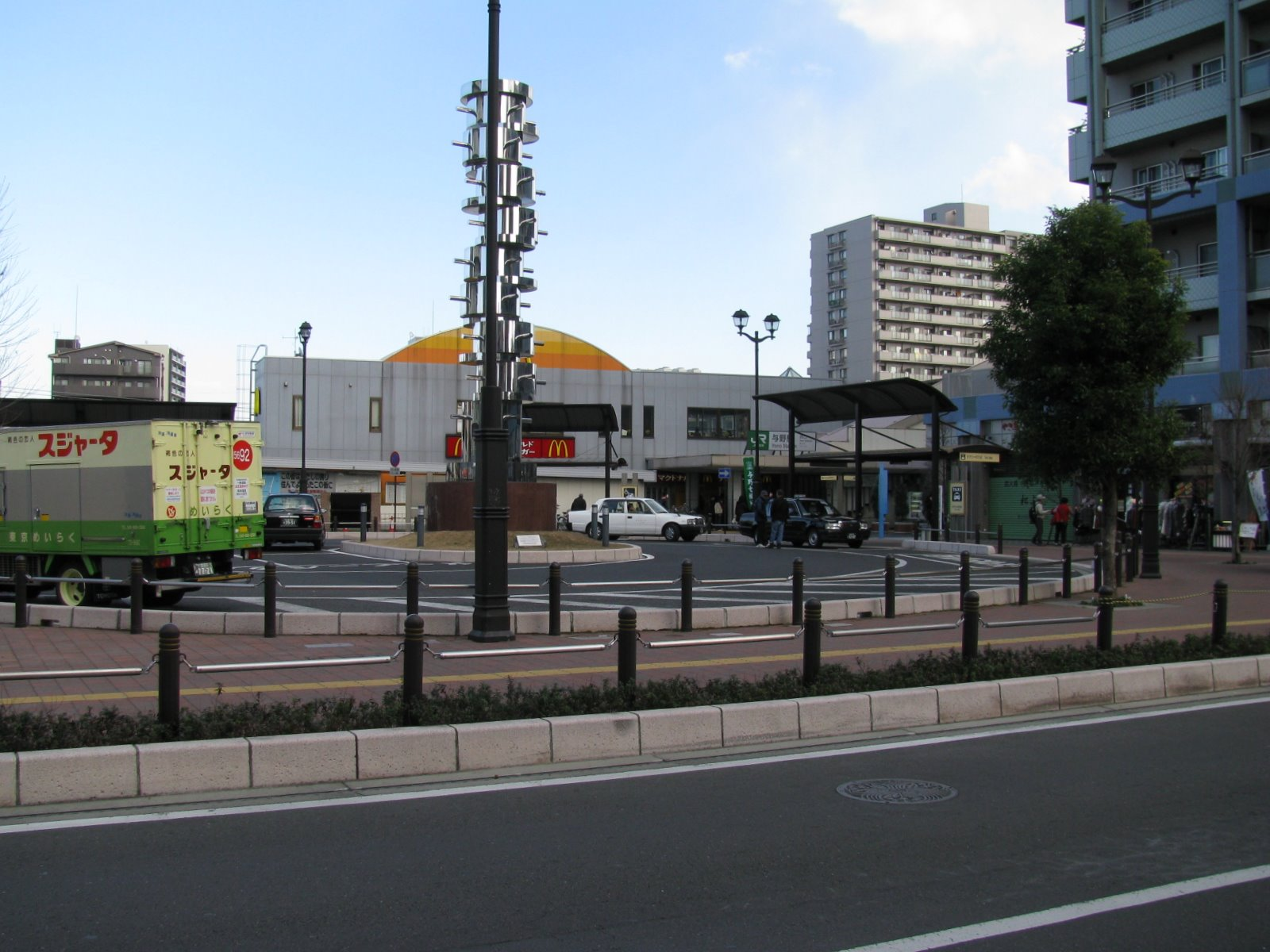
서쪽 모습

## 인접역
| 동일본 여객철도 도호쿠 본선 | 동일본 여객철도 도호쿠 본선 | 동일본 여객철도 도호쿠 본선 |
| --------------------------- | --------------------------- | --------------------------- |
| 사이타마신토신 오미야 방면  | ■ 게이힌 도호쿠 선          | 기타우라와 오후나 방면      |